# Chinazi

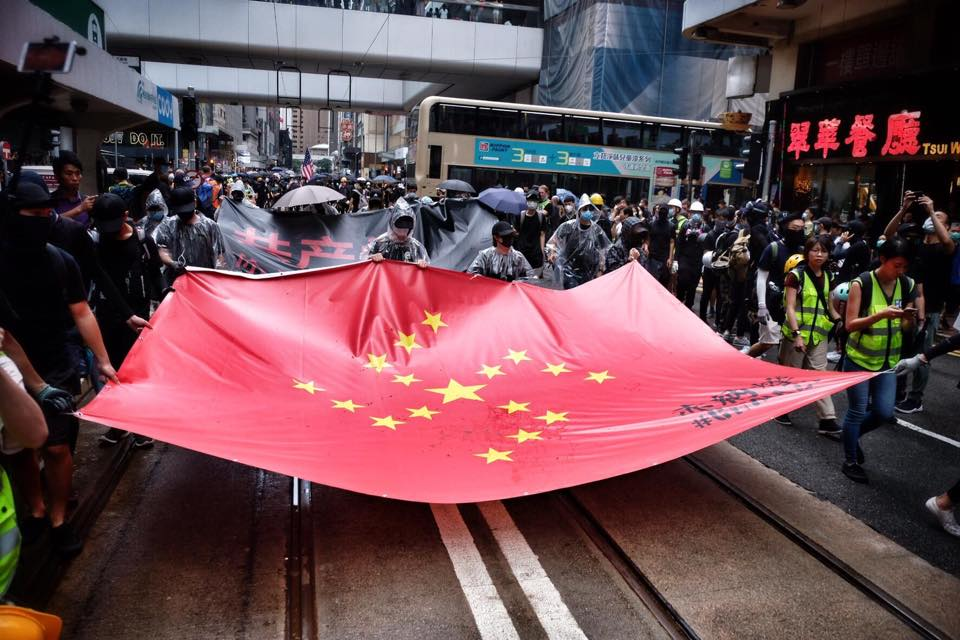
2019年8月31日香港反對逃犯條例修訂草案示威中的巨型「赤納粹」旗幟

“Chinazi”（中文直譯可作“支那粹”、“支納粹”、“赤納粹”、“納粹中國”或“納粹中共”）是英語中「中國」（China）和「納粹」（Nazi）的带有歧视性质的混成詞，後亦衍生出國家社會主義中華勞工黨（英語：National Socialist Chinese Workers' Party，NSCWP），借以納粹黨的全名格式，賦予該詞“正式名稱”。該詞常被中華人民共和國持不同政見者，尤其是中華人民共和國民主運動人士、香港反對逃犯條例修訂草案運動的参與者和新疆再教育營的反對者用於批評中國共產黨和中華人民共和國政府在境内（含香港、澳門）壓迫中國公民、限制中國人權，對內宣傳個人崇拜、極端民族主義、排外與種族主義，在境外進行生存空間滲透擴張、推廣带有國家資本主義特色的中國模式的行為。

## 語源
據澳洲學者James Leibold於2010年發表的論文，赤納粹的英語原文是“Chinazi”一詞最晚在2005年已經出現，最初為專門討論亞洲文化的英語論壇使用者用於批評漢族沙文主義者時所使用。

## 背景
習近平在2012年出任中共中央總書記和中央軍委主席，成為中國最高領導人，執掌這個擁有14億人口的世界第二大經濟體。習近平首先提出中華民族偉大復興的中國夢作為他執政的核心思想。在處理國際關係上，習近平採取更加進取的手段，甚至發起「戰狼外交」，並視美國為中國的頭號敵人。習近平將統一台灣作為其中一個優先考慮策略，在2019年向台灣提出「一國兩制臺灣方案」遭抵制和反對，在民主進步黨籍的蔡英文連任中華民國總統後，習近平又積極部署「武統台灣」，海峽兩岸關係空前緊張。《金融時報》專欄學者吉迪恩‧拉赫曼（Gideon Rachman）指出，為了鞏固統治，拋棄辯證看待西方好與壞的思維，加強愛國主義建設、教育以及控制外部資訊下，同時與自我審查的言論環境等共同作用，會形成不理智的中國反西方情緒，年輕世代趨於極端。

## 比較

### 中華人民共和國與納粹德國的比較
自2010年代開始，國際社會有一些人士將中國跟納粹德國相提並論。2014年，越南社會科學翰林院評論认为：“Chinazi（赤納粹）及Chinazism（赤納粹主義）這兩個已被廣泛使用於越南語出版物及網上社群的新詞語，指的就是中國的新納粹風格行徑。”
2015年，時任菲律賓總統阿基諾三世在談及中國在南海填海造地時，將中國比喻為納粹德國。《環球時報》發表文章反駁，指艾奎諾三世無知且言行沒有底線，對邦交國進行「侮辱性誹謗」。
2018年，中國流亡作家余杰出版了《納粹中國》一書，敘述當今中國正出現邁向納粹德國的勢態。“赤納粹”一詞由國際社會對中共破壞世界秩序的指控轉為民運人士對中共破壞公民人權的抨擊。同年，中國多個地方都有教會和十字架被官方強行拆除，更有信徒被迫放棄信仰。此舉被一些牧师批評儼如重演納粹德國逼害宗教人士的悲劇。
2018年10月，前中國改革雜誌社長李偉東在接受中央廣播電台的訪問中表示，中共總書記習近平上台宣布「七不講」，自由、憲政，甚至是社會擔當都不能講。根本上說就是反自由，全面反對普世價值。由原來內部監控，到現在公開用行政手段法律手段，“中共已經走了非常遠，這是一個納粹化的過程，非常危險。” 李偉東表示，這不是走毛澤東的路，現在中國是納粹化。毛澤東是共產烏托邦，習近平不會拋棄毛，因為那是祖宗牌位，他是把中共和國家捆綁起來，用一套民族主義的東西，實際上是右翼集權。核心標誌是元首化。紐約城市大學政治學教授夏明表示，現在中共已把習近平的集團性取代黨，然後以黨取代國家，包括國家的公共性和社會性。“由於習近平成了一個新的神，所以就是習近平取代了國家。這是一個非常危險的做法。”
2019年2月5日，在華盛頓保守智庫傳統基金會舉行的研討會上，對華援助協會創辦人兼主席傅希秋在美國之音的訪問中說，中國所有宗教社區都受到嚴厲打壓。當局的宗教政策堪比文革時期，甚至納粹治下的德國。他說﹕ “我後來做了一些歷史上的搜索，發現在1935年到1945年納粹時期，德國納粹當時扶持起來的國家教會，也是牧師坐在台上，頭頂上和講台下面都是掛著納粹的標誌，所謂的中國化就是宗教納粹化” 。
2019年在香港的反對逃犯條例修訂草案運動中，一些示威者以赤納粹形容中國共產黨，也得到國際社會的進一步關注。部分抗議者認為中國在1960年代爆發的「文化大革命」以及1989年發生的「六四事件」與納粹的意識形態相關。
2019年8月，澳大利亞眾議院議員安德魯·黑斯蒂在一篇專欄文章中將中國的崛起比喻為納粹德國的崛起，認為西方國家不應低估中國共產黨帶來的威脅。中國駐澳大利亞大使館發表聲明，表示中國的發展對世界各國而言是機遇而不是威脅。
2019年9月29日，數百名來自美國各地的關注中國前途的人士在中國駐美國大使館門前，舉行了“反對赤納粹、聲援自由香港集會”遊行。一位17歲的華盛頓附近的高中生亞歷山大·鄧普頓（Alexander Templeton）對比了納粹和中國的相似之處，他在接受自由亞洲電台的訪問中表示：“我們看到中國有集中營，關押了數百萬的人。我們看到在香港，警察使用暴力和恐怖手段（對付抗議者）。有人還把香港人稱爲‘蟑螂’。還有中國內地十幾億中共壓迫的受害者。我們必須結束這一切。美國應該少關心中國的錢，而應該多關心中國人！”活動最後，衆人排隊踩踏鋪在地上的“赤納粹”旗。這是一面紅色的旗幟，上面有中共的黨徽和黃色的五角星組成代表納粹的卐字形狀。
2019年10月3日，人權組織“公民力量”創辦人楊建利在接受美國之音“時事大家談”節目的訪問中表示，中國除了從政治到經濟已經具備當今法西斯的一些特徵，還具備一些當年經典法西斯主義所沒能做到的。例如，中國現在已經成為一個數位極權主義國家，它用高科技控制人民生活的各個層面，這是過去的納粹沒有做到的。另外，中國是從共產極權轉化而來，所以它帶有一定的公有性質，這在經典納粹裡也沒有。再者，當時的經典納粹在世界上沒有那麼強的經濟影響力和滲透力，現在的中國有。此外，中國還帶有東方宮廷政治的性質。楊建利指出，正因為中國具備了經典法西斯的一些特徵，同時又具備剛才所說的幾個新發展出的特徵，所以才將之說成是「帶有中國特色的」法西斯主義。
2019年11月，前香港城市大學政治學講座教授鄭宇碩在撰文《中共與納粹的比較》中表示，納粹主義的正式名稱是「國家民族社會主義」，目前習近平政府的政治意識形態是強調國家主權，以民族復興為中國夢，鼓吹習近平思想，一些文革式的措施和個人崇拜重新出現。希特勒宣揚雅利安種族的優越性，排斥其他民族，結果在1940年代的上半期，最少六百萬猶太人和五百萬其他無辜的民族如吉卜賽人受到種族清洗，橫跨歐洲十一個國家，中共與此相類似的自然是近年新疆針對維吾爾人的「再教育營」，不同的估計認為一百至三百萬維吾爾人遭難。中國對藏傳彿教和基督教會、天主教會的打壓近年越趨凌厲。只要這些宗教活動拒絕或避免中共當局的監控，就難免受到鎮壓。中國領導層自2008年北京奧運以來對地下教會、獨立的勞工組織、人權律師等加緊施壓，情況不斷惡化。其次是近年內外環境惡化，消滅種種威脅於萌芽狀態的決心更強，打壓自然就更凌厲。當時的納粹政權留給社會的空間依然不小；文革時的中國就是極權主義到了顛峰的時期，其後推行改革開放，極權主義退到大概是嚴峻的威權主義；自2008年後威權主義政權更加收緊，一些極權主義的措施重新出現。
台灣大學建築與城鄉研究所碩士李志銘在撰文《港警暴行彷彿歷史重演？受難的香港人與「赤納粹」》中表示，發生一連串港警暴力殘殺人民的新聞，讓他有歷史重演的「毛骨悚然」之感：“當今二十一世紀高舉「中華民族主義」（亦稱大中國主義），對外積極滲透擴張、對內強制民族同化、屢屢壓迫公民人權的中共政權，簡直就像是過去二十世紀初期曾經歌頌「亞利安」（Aryan）種族主義榮光、強調白人優越感至上的德國納粹（Nazi）翻版。而今香港人面臨中共施壓港警進行無差別抓捕、殺害、乃至莫名被墜樓（落水）身亡的處境，亦如同當年在德國納粹厲行「種族清洗」政策下遭到施暴和虐殺的猶太人。昔日的德國納粹，主要因當時西方各國採取「綏靖主義」的姑息而快速崛起。今天的「赤納粹」，同樣也是因為有太多似曾相識的「張伯倫們」，因為覬覦著中國市場龐大的經濟利益而選擇妥協、自我噤聲。包括那些無法拒絕人民幣誘惑的明星藝人、民間企業，乃至跨足國際的好萊塢、迪士尼和NBA等娛樂產業。”同時，他也表示，今天的「赤納粹」已不再如舊時的德國納粹，那般明目張膽地指派自家「黨衛軍」到處公開殺戮，而是在獨裁統治技術方面更為進化、手法更為細膩，要殺人根本不需解放軍出馬，間接收買在地黑幫人士，或者直接培養「中共代理人」。他也認為，中國的部分行徑比起納粹顯然更為瘋狂。譬如將一個諾貝爾和平獎得主監禁至死，且又在新疆套用人臉識別AI系統科技，建立自二戰以來最大規模的集中營。對於香港人，中共也開始展示納粹排猶的氛圍，手法和力度已直逼戈培爾的反猶宣傳。
2024年6月12日，在中國駐舊金山總領事館前的抗議中國在南海霸權的集會上，經歷2022年上海封城的上海獨立運動人士凱文·許（Kevin Xu）在接受VIETV訪問時表示，因為中國的壓迫，香港、廣東和上海等中國統治的家園失去了任何的自由，同時中國也是世界的威脅，是今日的納粹德國加蘇聯。他表示，中國必須要解體，各地才會有獨立和自由，同時可達到世界和平的目的。 （页面存档备份，存于）他在演講中談到了具體的纳粹和中共的比較：“中國是二十一世紀的蘇聯，就好比蘇聯或是俄羅斯佔領烏克蘭、波蘭、立陶宛、拉脫維亞等國，並企圖佔領包括美國的整個世界，中國如今正在侵佔原本自由的香港、廣東和上海，霸佔南海，稱霸世界。（中國）就好比納粹德國一般，他們告訴你，只要你長著亞裔的外貌，你就是標準的中國人，並且你必須將你的忠誠度歸於中國，就像當年納粹德國告訴在捷克斯洛伐克以及其他擁有德意志文化、語言、種族的國家的人們，只要你說著德語並且你擁有所謂的雅利安人的外貌，你就是標準的德國人。日光之下並無新事，我們難以感受到歷史正在重演。”

### 習近平與的比較
一些媒體示威者亦會以將習近平比喻為希特勒。2016年，一位名為權平的朝鮮族男子聲稱計劃穿著寫有「Xitler」的T恤上街，其後遭秘密拘捕。在反修例運動期間，一些塗鴉及標語均以Xitler形容習近平，Xitler是組合習近平的姓氏（Xi）和希特勒的姓氏（Hitler）。2020年8月1日，一段題為「Xi-Tler? Xi Jinping Emulating Adolf Hitler!（Xi-Tler？習近平模仿希特拉）」的7分鐘影片在印度網站Strat News Global出現，影片比較了習近平與希特拉的一些共通點，其後Strat News Global的創辦人Nitin Gokhale聲稱收到中國駐印度大使館的電話，要求移除影片。

## 旗幟

被香港示威者所使用的「赤納粹」旗幟

「赤納粹旗」為中華人民共和國國旗（五星紅旗）及納粹卐合併而成的旗幟，當中的創作有紅底黃星組成納粹卐，亦有同為紅底，五個納粹卐放在五星位置等款式。
香港示威者在2019年反對逃犯條例修訂草案運動的示威中展示了赤納粹旗。

## 在社會運動中的使用
以反抗赤納粹為口號的活動，主要有反對逃犯條例修訂草案運動和929全球反極權大遊行。示威者試圖以此口號連結國際社會的同情，惟引發巨大爭議，後對該口號的使用場合有所減少。俄羅斯官方媒體今日俄罗斯电视台指控，在上述活動中反對赤納粹的示威者有收取來自美國的資助。香港街道上亦存在一些寫有「Chinazi」字眼的塗鴉以示抗議。
另外，有多名反對逃犯條例修訂草案運動被捕者遭警員以不易脫色的水筆在前臂寫上一組號碼。有被捕者的律师認為，警方做法猶如二戰時納粹德國為關押在集中營囚犯紋上編號一樣。香港警方承認曾向被捕人士分配編號，但無回應是否將號碼寫在被捕人皮膚上。

## 關於使用該術語一事的爭議

### 反对意见
有意見認為納粹是德國禁忌詞語，故反對使用赤納粹一詞。
香港執業大律師、山西政協委員馬恩國認為使用赤納粹旗幟的人士或已觸犯《國旗及國徽條例》。
澳洲國會情報和安全聯合委員會主席與其他一名保守派議員疑因之前發表關於將北京的崛起比作納粹德國所帶來的威脅一事的批評性言論而被拒絕入境中國。

### 支持意见
有支持者认为，习近平在2012年出任中共中央总书记上台执政后，中共的强权治理、香港的警察暴力以及新疆的打压迫害，比纳粹德国有过之而无不及，中华人民共和国從威權主義過渡到新極權主義或後極權主義。
中國持不同政見者楊建利參與在美國華盛頓舉行的929全球反極權大遊行時，把中國共產黨的統治稱為「赤納粹」，即是「具中國特色的法西斯主義」。楊建利表示，中国还具备一些当年经典法西斯主义所没能做到的。比如数字极权主义国家、公有制性质、经济影响力和渗透力。此外，中国还带有东方宫廷政治的性质。楊繼昌主张，納粹主義的全名是「國家民族社會主義」，而現在中國的政治意識形態，國家主權至上，要造民族復興的中國夢，加上憲法列明實行「中國特色社會主義」，在「習近平思想」帶引執行「極左」的施政風格，中國是完全符合納粹定義的極右法西斯政權。時代是會進步的，中共部份行徑比起納粹更為進化，例如將一個諾貝爾和平獎得主（劉曉波）監禁至死，又譬如在新疆套用人臉識別AI建立自二戰以來最大規模的集中營。對於香港人，中共也開始展示納粹排猶的風範，手法和力度已直逼約瑟夫·戈培爾的反猶宣傳。
異見人士余杰在其作品《納粹中國》中表示他認為現今的中華人民共和國與過去的中華民國一樣正在走上昔日納粹德國所走過的道路。